# Bình an

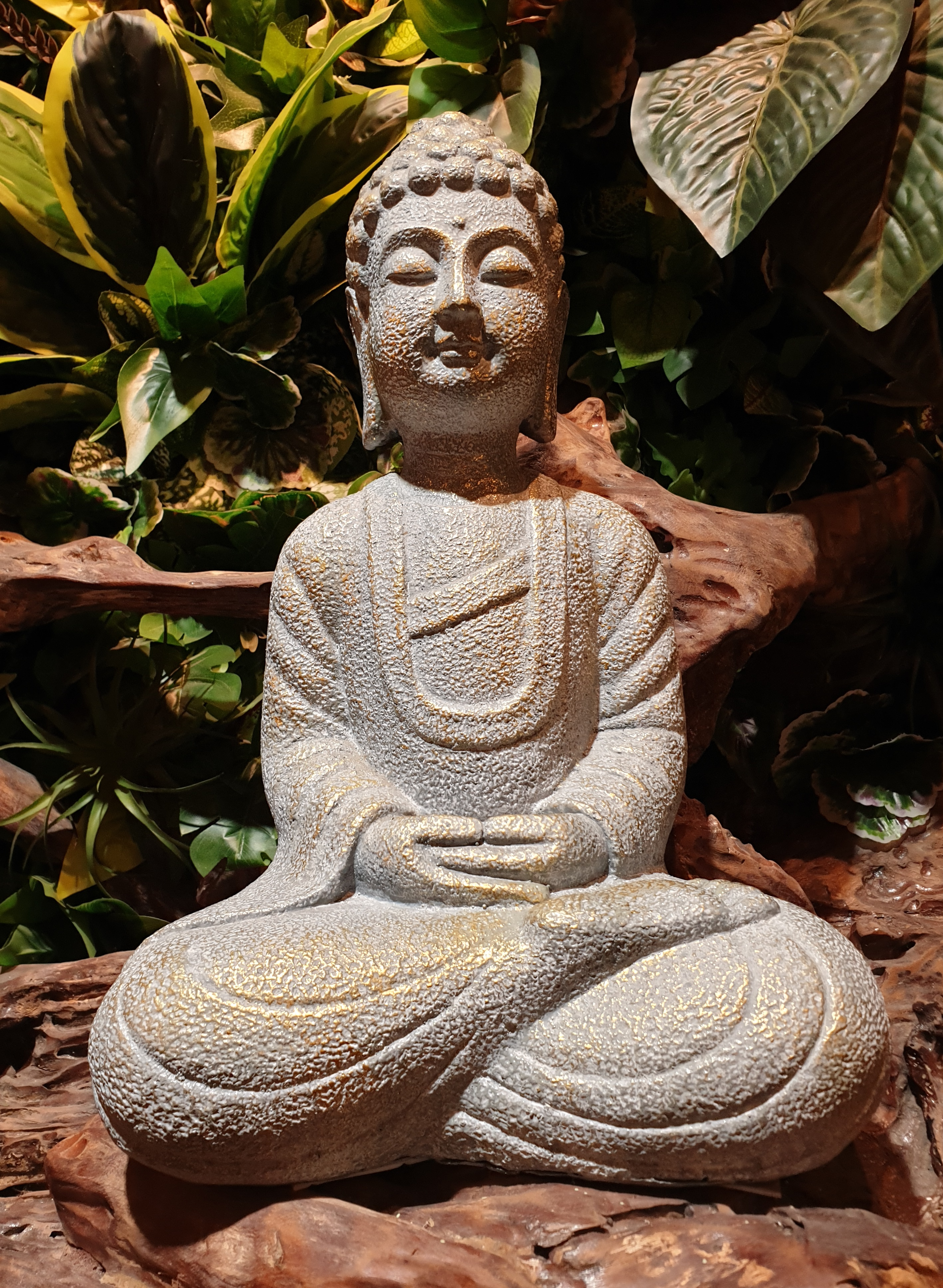
Một bức tượng Phật nhỏ với nét khắc họa sự tĩnh tại, an nhiên của Đức Phật

Bình an nội tâm (Inner peace) hay còn gọi là yên lòng (Peace of mind) hay an tâm chỉ về trạng thái có chủ ý trong sự điềm tĩnh về tâm lý hoặc về mặt tinh thần mà bất chấp sự hiện diện tiềm ẩn của các yếu tố gây căng thẳng dẫn đến sự việc chưa chắc sẽ bình yên, chẳng hạn như những nghĩa vụ phát sinh từ việc giả vờ là ai đó. "Bình an" được nhiều người coi là yếu tố tích cực (cân bằng nội môi) giúp con người ta đạt trạng thái cân bằng, tĩnh tại, an nhiên, yên tâm và bình tĩnh trước hoàn cảnh và nghịch cảnh, ngược lại với căng thẳng hoặc lo lắng thậm chí lo lắng thái quá, và được coi là trạng thái mà tâm trí của chúng ta hoạt động ở mức tối ưu với một kết quả tích cực xua đi nỗi lo âu. Do đó, sự bình an thường được gắn liền một cách nhân quả với niềm vui, hạnh phúc và mãn nguyện. "Sự bình an trong tâm hồn đến từ việc ta chấp nhận và tôn trọng sự thật hiển nhiên là ta sẽ không bao giờ có đủ thời gian để làm tất cả mọi việc".
Yên tâm, thanh thản và bình tĩnh là những mô tả về một tính cách không chịu tác động quá mức từ ảnh hưởng do căng thẳng. Trong một số nền văn hóa, bình an được coi là trạng thái ý thức hoặc giác ngộ có thể được nuôi dưỡng bằng nhiều phương thức rèn luyện khác nhau, chẳng hạn như tập thở (điều chỉnh nhịp thở), cầu nguyện, thiền định, múa thái cực quyền hoặc yoga, việc thực hành tâm linh đề cập đến sự bình an này như một trải nghiệm về sự hiểu biết chính mình, thấu hiểu nội tâm của chính mình. Mọi người gặp khó khăn trong việc đón nhận tâm linh bên trong vì những tác nhân gây căng thẳng hàng ngày được họ giải quyết tốt nhất, hay như việc kiếm tìm hòa bình và hạnh phúc trong những niềm vui nhỏ của cuộc sống có vẻ khó khăn, và kết quả dường như không hài lòng. Đạt được sự tĩnh tại tâm linh là một quá trình từng bước; có những cách mà qua đó người ta có thể trở nên có tinh thần phấn chấn hơn mỗi ngày.

## Trong Phật giáo

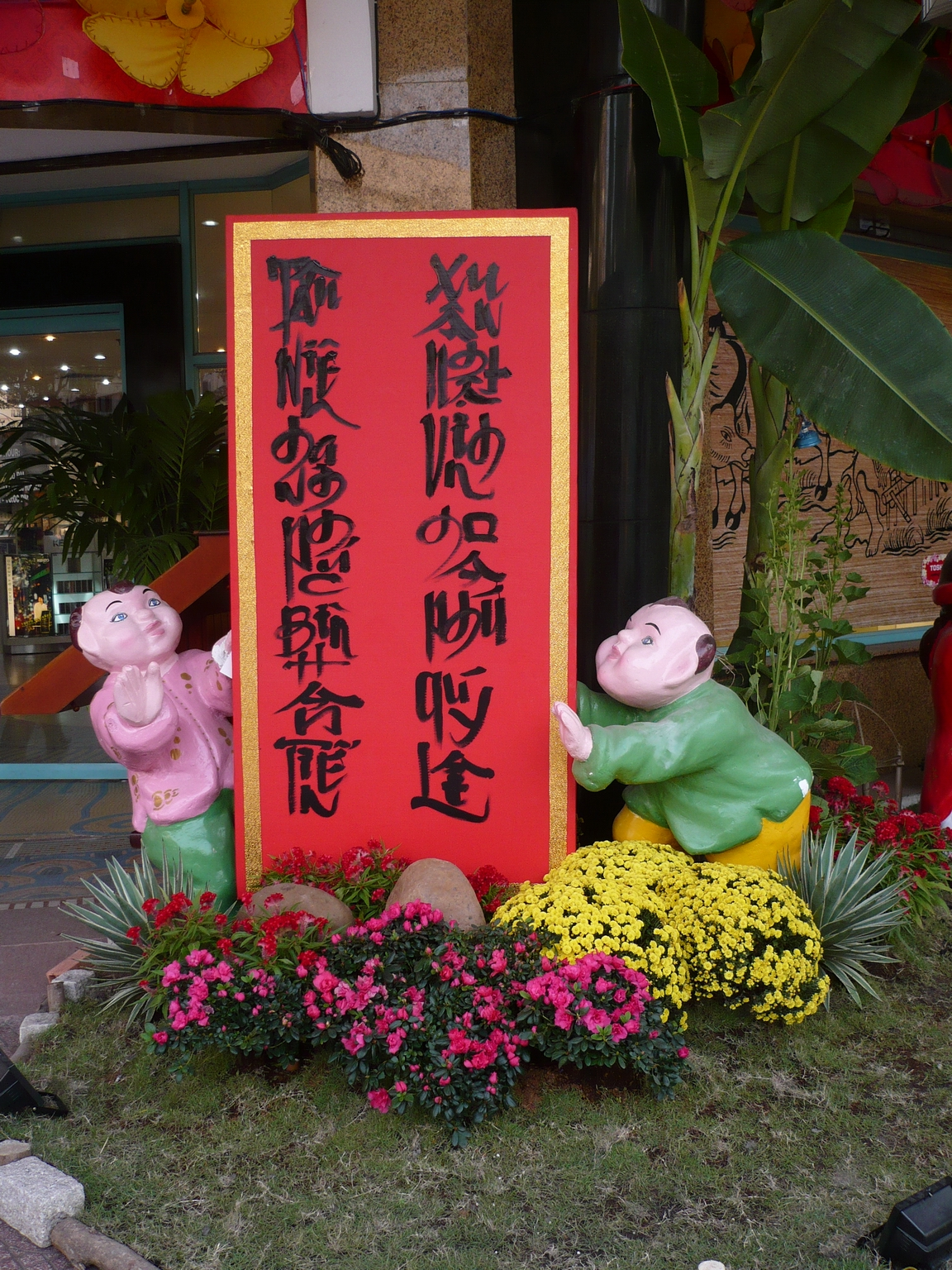
Một câu đối Tết năm 2009 ở Việt Nam: "Tân niên hạnh phúc bình an tiến, Xuân nhật vinh hoa phú quý lai"

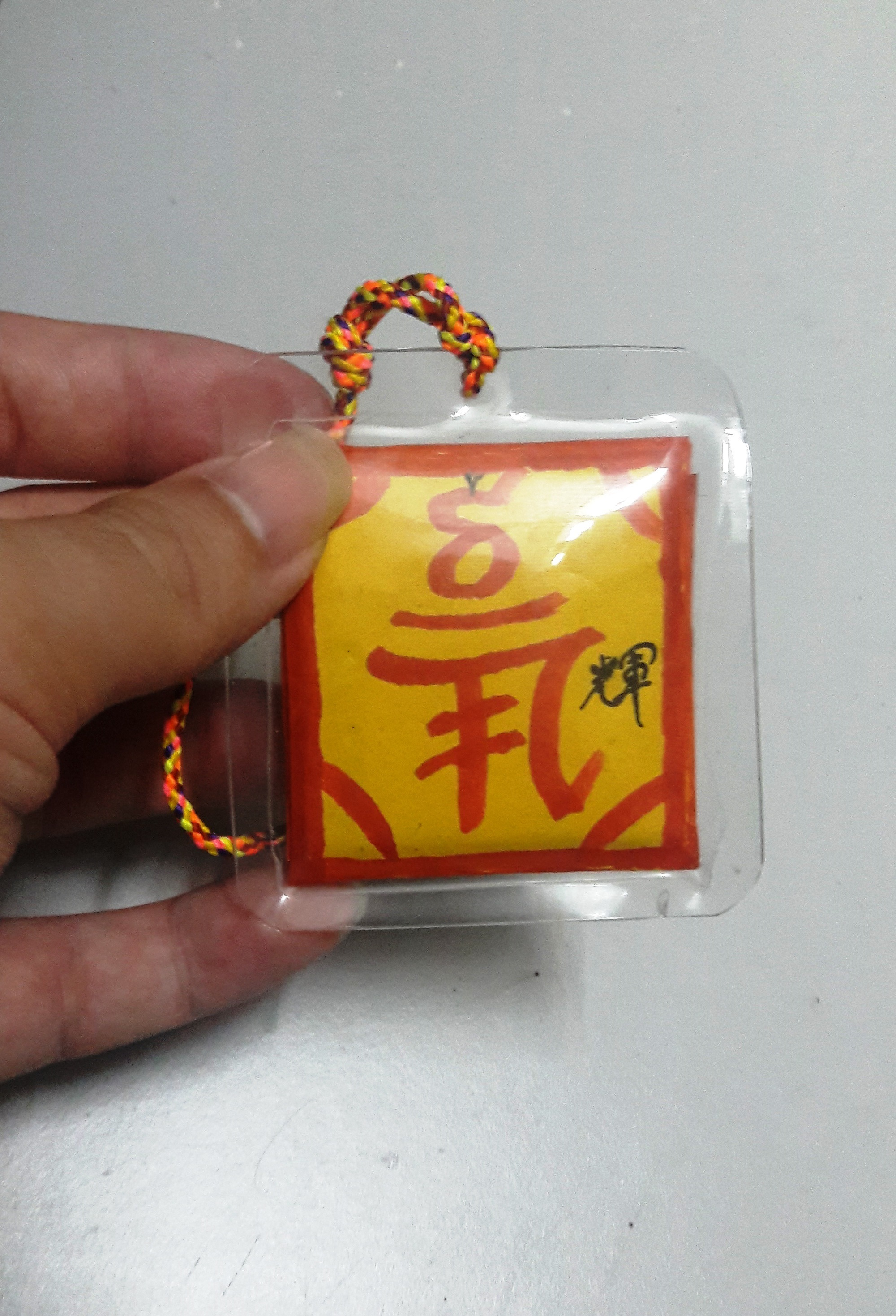
Bùa bình an thỉnh được ở chùa

Đức Đạt Lai Lạt Ma hiện tại và thứ 14 là Tenzin Gyatso nhấn mạnh tầm quan trọng của sự bình an trên thế giới: "Vấn đề về thái bình thực sự, lâu dài liên quan đến con người, vì vậy những tình cảm cơ bản của con người cũng bắt nguồn từ căn nguyên của nó. Thông qua sự bình an và yên lòng của mỗi người thì thực sự có thể đạt được một nền thái bình, quốc thái dân an. Do đó, tầm quan trọng của trách nhiệm của mỗi cá nhân; một bầu không khí yên lành trước tiên phải được tạo ra từ trong chính mỗi chúng ta, sau đó dần dần được lan tỏa đến các gia đình của chúng ta, cộng đồng của chúng ta và cuối cùng là toàn bộ hành tinh này". Bình an khởi lên từ trong tâm, không phải cầu xin từ bên ngoài.

## Hồi giáo
Người Hồi giáo cũng coi trọng sự bình an, thể hiện qua câu chào hỏi As-salamu alaykum (tiếng Ả Rập: ٱلسَّلَامُ عَلَيْكُمْ; as-salāmu ʿalaykum trong tiếng Ả Rập có nghĩa là "Mong quý vị được bình an" hoặc "Bình an cho quý vị". Salam là một câu mang tính tôn giáo được những người Hồi giáo sử dụng khi chào hỏi, Câu đáp từ cho lời chào này là wa ʿalaykumu s-salām (وَعَلَيْكُمُ ٱلسَّلَامُ; [wa.ʕa.laj.ku.mu‿s.sa.laː.mu]) "Và cũng mong quí vị được bình an". Cụm từ hoàn chỉnh là as-salāmu ʿalaykum wa-raḥmatu -llāhi wa-barakātuhū (ٱلسَّلَامُ عَلَيْكُمْ وَرَحْمَةُ ٱللَّٰهِ وَبَرَكَاتُهُ; [as.sa.laː.mu ʕa.laj.kum wa.raħ.ma.tu‿ɫ.ɫaː.hi wa.ba.ra.kaː.tu.huː]) "Bình an cho quí vị, cũng như lòng thương xót của Allah và phước lành của Người."
Trong kinh Qur'an thì cụm từ này xuất hiện tổng cộng 7 lần trong thánh kinh Qur'an, mỗi lần đều dưới dạng salamun ʿalaykum (tiếng Ả Rập: سَلَامٌ عَلَيْكُمْ), trong chữ Ả Rập cổ điển, như được sử dụng trong kinh Qur'an và các bản viết Hadith, thì câu này được viết là ٱلسَّلَٰمُ عَلَيْكُمْ وَرَحْمَتُ ٱللَّٰهِ وَبَرَكَٰتُهُ. Còn viết theo lối chữ Rasm, thì câu này được viết là السلم علىکم ورحمٮ ال‍له وٮرکٮه.
- Surah Al-An'am (6), Ayah 54:[7]

وَإِذَا جَآءَكَ ٱلَّذِينَ يُؤْمِنُونَ بِآيَاتِنَا فَقُلْ سَلَامٌ عَلَيْكُمْ ۖ كَتَبَ رَبُّكُمْ عَلَىٰ نَفْسِهِ ٱلرَّحْمَةَ ۖ أَنَّهُۥ مَنْ عَمِلَ مِنكُمْ سُوٓءًۢا بِجَهَالَةٍۢ ثُمَّ تَابَ مِنۢ بَعْدِهِۦ وَأَصْلَحَ فَأَنَّهُۥ غَفُورٌۭ رَّحِيمٌۭ

"Và khi những ai tin tưởng nơi các dấu hiệu của TA (Allah) đến gặp Ngươi thì hãy chào họ, bảo: "Mong các người được bình an! Thượng đế của các người đã tự quy định cho mình lòng khoan dung tha thứ: rằng quả thật ai vì ngu muội mà lỡ lầm phạm tội rồi ăn năn sám hối và sửa mình sau đó thì quả thật Ngài Hằng Tha Thứ, Rất Mực Khoan Dung."

- Surah Al-A'raf (7), Ayah 46:[8]

وَبَيْنَهُمَا حِجَابٌۭ ۚ وَعَلَى ٱلْأَعْرَافِ رِجَالٌۭ يَعْرِفُونَ كُلًّۢا بِسِيمَاهُمْ ۚ وَنَادَوْا۟ أَصْحَابَ ٱلْجَنَّةِ أَن سَلَامٌ عَلَيْكُمْ ۚ لَمْ يَدْخُلُوهَا وَهُمْ يَطْمَعُونَ

"Và giữa hai (loại người đó) có một bức màn ngăn cách. Và trên các cao điểm có những người biết mặt từng người của họ qua các dấu vết của họ. Và họ lớn tiếng gọi những người bạn của thiên đàng, chúc: "Mong quí vị được bình an!" Họ chưa vào đó (thiên đàng), nhưng hy vọng sẽ được vào."

- Surah Ar-Ra'd (13), Ayah 24:[9]

سَلَامٌ عَلَيْكُم بِمَا صَبَرْتُمْ ۚ فَنِعْمَ عُقْبَى ٱلدَّارِ

"'Sự bình an được ban cho quí vị' về những điều mà quí vị đã nhẫn nại chịu đựng. Bởi thế, Ngôi nhà cuối cùng (của quí vị) thật tuyệt hảo!"

- Surah An-Nahl (16), Ayah 32:[10]

ٱلَّذِينَ تَتَوَفَّاهُمُ ٱلْمَلَائِكَةُ طَيِّبِينَ ۙ يَقُولُونَ سَلَامٌ عَلَيْكُمُ ٱدْخُلُوا۟ ٱلْجَنَّةَ بِمَا كُنتُمْ تَعْمَلُونَ

"Những ai mà các Thiên Thần bắt hồn trong tình trạng tốt sạch, (Thiên Thần) chúc họ: 'Mong quí vị được bình an'. Xin mời quí vị vào thiên đàng do những điều (tốt) mà quí vị đã từng làm (trên thế gian).'"

- Surah Maryam (19), Ayah 47:[11]

قَالَ سَلَامٌ عَلَيْكَ ۖ سَأَسْتَغْفِرُ لَكَ رَبِّي ۖ إِنَّهُۥ كَانَ بِي حَفِيًّۭا

"(Ibrahim) thưa: "Con mong cha gặp mọi sự bằng an. Con sẽ cầu xin Thượng đế của con tha thứ cho cha. Quả thật Ngài Hằng Rộng lượng với con."

- Surah Al-Qasas (28), Ayah 55:[12]

وَإِذَا سَمِعُوا۟ ٱللَّغْوَ أَعْرَضُوا۟ عَنْهُ وَقَالُوا۟ لَنَا أَعْمَالُنَا وَلَكُمْ أَعْمَالُكُمْ سَلَامٌ عَلَيْكُمْ لَا نَبْتَغِي ٱلْجَاهِلِينَ

"Và khi nghe chuyện tầm phào, họ cáo lui bỏ đi và nói: "Chúng tôi có công việc của chúng tôi và quí vị công việc của quí vị. Chúc quí vị được 'Bình an'. Chúng tôi không tìm kiếm kẻ ngu dốt (để tranh chấp về Qur'an)."

- Surah Az-Zumar (39), Ayah 73:[13]

وَسِيقَ ٱلَّذِينَ ٱتَّقَوْا۟ رَبَّهُمْ إِلَى ٱلْجَنَّةِ زُمَرًا ۖ حَتَّىٰ إِذَا جَآءُوهَا وَفُتِحَتْ أَبْوَابُهَا وَقَالَ لَهُمْ خَزَنَتُهَا سَلَامٌ عَلَيْكُمْ طِبْتُمْ فَٱدْخُلُوهَا خَالِدِينَ

"Ngược lại, những ai ngay chính sợ Allah và làm tròn bổn phận đối với Ngài sẽ được đưa đến thiên đàng từng nhóm, mãi cho đến lúc họ đến nơi thì các cánh cửa của thiên đàng sẽ được mở rộng cho họ và những Vị gác cửa (thiên đàng) sẽ chào họ (nói): 'Bình an cho quí vị!' Quí vị đã thành tựu, hãy đi vào ở trong đó."